# برتا راک
برتا راک (انگلیسی: Berta Ruck; ۲ اوت ۱۸۷۸ – ۱۱ اوت ۱۹۷۸) رمان‌نویس اهل بریتانیا بود.